# Nyra Banerjee
Nyra Banerjee (Bombay, 14 mei 1987) is een Indiaas actrice die zowel in de Hindi,- als Zuid-Indiase filmindustrieën actief is.

## Biografie
Banerjee startte haar carrière in de Telugu filmindustrie met Aa Okkadu (2009), wat volgde met drie andere Telugu films. Haar carrière kwam echter niet van de grond. Ze was vervolgens te zien in de Hindi film Kamaal Dhamaal Malamaal (2012). Haar eerste Kannada film was Savaari 2 (2014), in datzelfde jaar verscheen ze ook in de Malayalam film Koothara. Haar debuut in de Tamil filmindustrie maakte ze met Aambala (2015). Ze kreeg veel lof voor haar rol in de Telugu film Temper (2015).
Banerjee gebruikte tot 2016 haar echte naam, Madhuurima. Er ontstond echter veel verwarring omdat er een andere Madhurima (Tuli) is, die ook in verschillende filmindustrieën binnen India actief is. Banerjee's interviews werden met haar foto's gepubliceerd, wat irritaties met zich meenam en ze ervoor koos de artiestennaam Nyra aan te nemen. Ze liet weten niet meer met haar oude naam geassocieerd te willen worden.

## Filmografie

### Films
| Jaar | Film                                 | Rol                    | Taal         | Opmerking                   |
| ---- | ------------------------------------ | ---------------------- | ------------ | --------------------------- |
| 2009 | Aa Okkadu                            | Dr. Pavitra            | Telugu       |                             |
| 2010 | Saradaga Kasepu                      | Manimala               | Telugu       |                             |
| 2010 | Mouna Ragam                          | Sandhya                | Telugu       |                             |
| 2010 | Orange                               | Madhu                  | Telugu       | gastoptreden                |
| 2012 | Kamaal Dhamaal Malamaal              | Maria                  | Hindi        |                             |
| 2013 | Shadow                               | Bindu                  | Telugu       |                             |
| 2014 | Veta                                 | zus van Devraj         | Telugu       |                             |
| 2014 | Kotha Janta                          | Pentamma               | Telugu       |                             |
| 2014 | Savaari 2                            | vriendin van Arjun     | Kannada      |                             |
| 2014 | Green Signal                         |                        | Telugu       | in nummer "Dekho Dekho"     |
| 2014 | Koothara                             | Shaista                | Malayalam    |                             |
| 2015 | Temper                               | Lakshmi                | Telugu       |                             |
| 2015 | Aambala                              | dochter van Nadu Ponnu | Tamil        |                             |
| 2015 | Serndhu Polama                       | Sherin                 | Tamil        |                             |
| 2015 | Dohchay                              |                        | Telugu       | in nummer "Aanati Devadasu" |
| 2015 | Best Actors                          | Jayasudha              | Telugu       |                             |
| 2015 | Supari Surya                         | vriendin van Surya     | Kannada      |                             |
| 2015 | Ishq Ne Krazzy Kiya Re               | Ritu                   | Hindi        |                             |
| 2016 | One Night Stand                      | Simran                 | Hindi        |                             |
| 2016 | Azhar                                |                        | Hindi        | regie assistent             |
| 2017 | Tiger                                | Gowri                  | Kannada      |                             |
| 2020 | Summer of 2020                       | Sonia                  | Hindi        | korte film                  |
| 2021 | Barun Rai and the House on the Cliff | Soumili                | Hindi-Engels |                             |

### Televisie en Webseries
- Alle series zijn in het Hindi tenzij anders aangegeven.

| Jaar      | Serie                                    | Rol                          | Platform        | Opmerking  |
| --------- | ---------------------------------------- | ---------------------------- | --------------- | ---------- |
| 2007      | Ssshhhh...Phir Koi Hai                   | Shalu                        |                 | Afl. 17    |
| 2019      | Zaban Sambhal Ke                         | Bela                         | ALTBalaji       |            |
| 2019      | Operation Cobra                          | Tahira Shaikh                | ErosNOW         |            |
| 2019–2020 | Divya Drishti                            | Divya Sharma Shergill        | Disney+ Hotstar |            |
| 2020      | Excuse Me Madam                          | Mithu Madam                  | Disney+ Hotstar |            |
| 2021      | Helllo Jee                               | Angelina                     | ALTBalaji       |            |
| 2021–2022 | Rakshabandhan... Rasal Apne Bhai Ki Dhal | Chakori                      |                 |            |
| 2022-2023 | Pishachini                               | Raat Rani/ Rani Singh Rajput |                 |            |
| 2023      | Fear Factor: Khatron Ke Khiladi 13       | deelnemer                    |                 | 7de plaats |
| 2023      | Fuh Se Fantasy 2                         | Kamnya                       |                 | afl. 1     |
| 2024      | Bigg Boss 18                             | deelnemer                    |                 |            |